# 1850 год в литературе

## Книги
- «Алая буква» — роман американского писателя Натаниела Готорна.
- «Беда от нежного сердца» — пьеса Владимира Соллогуба.
- «Белый китель, или Мир военного корабля» — произведение Германа Мелвилла.
- «Два наследства или Дон-Кихот» (Les deux héritages ou Don Quichotte) — комедия Проспера Мериме.
- «Катилина» — первая драма Генрика Ибсена, вышедшая под псевдонимом.
- «Месяц в деревне» — пьеса Ивана Тургенева.
- «Неожиданный случай» — пьеса Александра Островского.
- «Неудавшаяся жизнь» — произведение Дмитрия Григоровича.
- «Ожерелье королевы» (Le Collier de la Reine) — роман Александра Дюма-отца.
- «Повесть о Мусье Жордане — учёном-ботанике и дервише Масталишахе, знаменитом колдуне» — пьеса Мирзы Фатали Ахундова (впервые опубликовано в 1851 году в Тифлисе).
- «Пятьдесят лет» — повесть Михаила Достоевского.
- «Старушка» — повесть Владимира Соллогуба.
- «Утро молодого человека» — пьеса Александра Островского.
- «Чёрный тюльпан» (La tulipe noire) — исторический роман Александра Дюма-отца.

## Родились
- 15 января — Михай Эминеску, румынский поэт (умер в 1889)
- 30 января — Фердинандо Фонтана, итальянский драматург, либреттист, поэт, писатель, переводчик (умер в 1919)
- 9 апреля —  Лидия Уилсон, французская поэтесса.
- 14 апреля — Альциус Ледье, французский писатель на пикардском языке (умер в 1912).
- 17 июня – Томас Ахелис, немецкий писатель (умер в 1909).
- 27 июня — Лафкадио Херн, ирландско-американский прозаик, переводчик и востоковед, специалист по японской литературе (умер в 1904).
- 4 июля — Мартин Коронадо, аргентинский драматург, журналист, поэт (умер в 1919).
- 5 августа — Ги де Мопассан, французский писатель (умер в 1893).
- 5 августа — Анри Шантавуан, французский поэт, писатель (умер в 1918).
- 28 августа — Анри Рабюссон, французский писатель (умер в 1922).
- 20 сентября – Аделина Виейра, бразильская поэтесса и детская писательница.
- 8 октября — Свен Оррестад, норвежский писатель и политический деятель (умер в 1942)
- 13 ноября — Роберт Льюис Стивенсон, шотландский писатель и поэт (умер в 1894).
- Эмидио Дантас Баррето, бразильский писатель, военный, политический и государственный деятель.
- Фатих Халиди, татарский писатель, драматург, переводчик, просветитель (умер в 1923).

## Умерли
- 10 февраля — Теодор Шварц, немецкий писатель (родился в 1777 году)
- 12 мая — Фрэнсис Сарджент Осгуд, американская поэтесса (родилась в 1811).
- 7 (19) июля — Александр Иванович Иваницкий, русский писатель и изобретатель (родился в 1812 или 1814).
- 14 июля — Неандер, Август, немецкий духовный и научный писатель (род. в 1879).
- 18 августа — Оноре де Бальзак, французский писатель (родился в 1799 году)
- 3 декабря — Николай Александрович Окунев (р. 1788), генерал-лейтенант Русской императорской армии; военный писатель[1].
- Сами, индо-пакистанский суфийский поэт (родился в 1743 году).